# موتور أحمد بيراستة
موتور أحمد بيراستة (بالفارسية: موتور احمد پيراسته) هي منطقة سكنية تقع في سيستان وبلوتشستان في إيران. يقدر عدد سكانها بـ 26 نسمة .